# Elecciones federales de México de 1955
Las elecciones federales de México de 1955 tuvieron lugar el 3 de julio del mencionado año con el objetivo de renovar la totalidad de los escaños de la Cámara de Diputados, cámara baja del Congreso de la Unión. La Cámara estaría compuesta por 162 escaños elegidos mediante escrutinio mayoritario uninominal por simple mayoría de votos para un mandato de tres años, iniciado en 1955 y finalizado en 1958.
Los comicios tuvieron el histórico carácter de ser la primera elección federal en la que la mujer pudo ejercer su derecho al voto, luego de que el presidente Adolfo Ruiz Cortines promulgara la ciudadanía sin restricciones para las mujeres mexicanas el 17 de octubre de 1953, en cumplimiento con una de sus principales promesas de campaña. Con esta reforma, México duplicó su electorado de unos tres millones en 1952, a seis millones en 1955. Durante el régimen del Partido Revolucionario Institucional (PRI), éste retuvo su mayoría de casi la totalidad de los escaños con 153 de las bancas contra 6 logradas por el Partido Acción Nacional (PAN), 2 logradas por el Partido Popular (PP), y 1 por el Partido Nacionalista Mexicano (PNM).

## Resultados
|  | 89.86 % |

|  | 9.17 % |

|  | 0.69 % |

|  | 0.50 % |

|  | 0.28 % |

|  | 100.00 % |